# Szitta
Szitta (hebr. בית סוהר שיטה, Bet sohar Szitta) – izraelski zamknięty zakład karny przeznaczony dla recydywistów i przestępców skazanych za popełnienie różnych przestępstw. Zakład posiada najwyższy poziom bezpieczeństwa i wysoką klauzulę tajności. Jest położony w Samorządzie Regionu Ha-Gilboa, w Dystrykcie Północnym, w Izraelu. Przebywa w nim około 700 penitencjariuszy.

## Położenie
Więzienie jest położone na wysokości 55 metrów p.p.m. w intensywnie użytkowanej rolniczo Dolinie Charod, między Doliną Jezreel a Doliną Bet Sze’an w Dolnej Galilei. Na północ od więzienia teren łagodnie wznosi się na płaskowyż Jissachar, natomiast w odległości 2,5 km na południowy zachód wznoszą się strome zbocza masywu górskiego Gilboa. Spływa stamtąd strumień Josef. Okoliczny teren jest płaski, chociaż opada w kierunku wschodnim w depresję Rowu Jordanu. Przepływa tędy strumień Charod, którego wody są wykorzystywane do zasilania licznych stawów hodowlanych. W górach Gilboa na południu przebiega mur bezpieczeństwa oddzielający terytorium Izraela od Autonomii Palestyńskiej.
W jego otoczeniu znajdują się kibuce Bet ha-Szitta, Chefci-Bah i Tel Josef. Po stronie palestyńskiej jest wieś Arabbuna.

## Historia

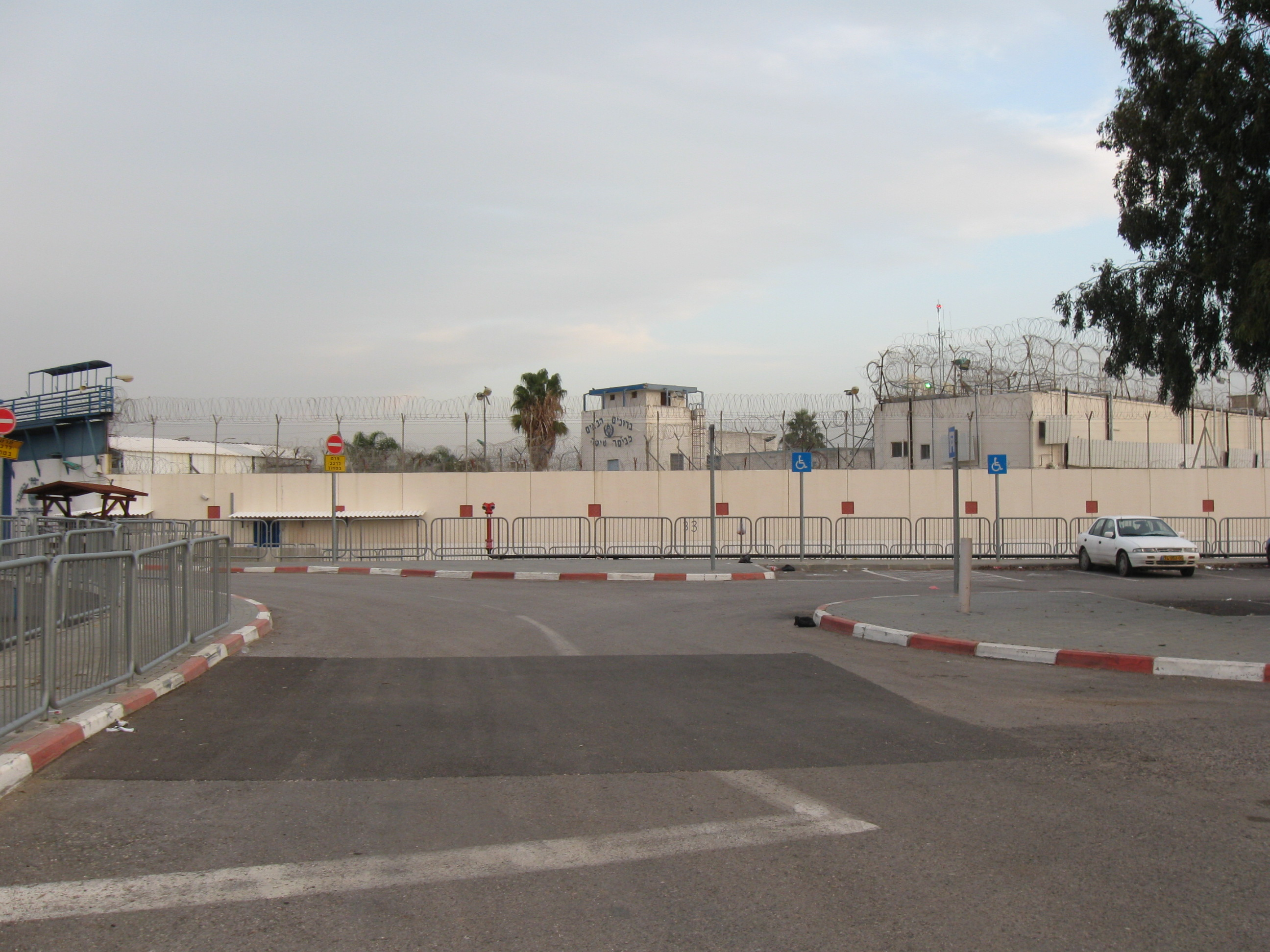
Zakład Karny Szitta

Pierwotnie budynek został wzniesiony jako Fort Tegart, służący brytyjskiej policji Mandatu Palestyny. Był on położony w strategicznym miejscu między dwoma dolinami. Brytyjczycy mogli stąd kontrolować całą okolicę oraz nadzorować transport ludzi i towarów przepływających z zachodu na wschód. Pod koniec wojny domowej w Mandacie Palestyny na wiosnę 1948 roku fort został opuszczony i szybko zajęty przez żydowską organizację paramilitarną Hagana. Po I wojnie izraelsko-arabskiej był wykorzystywany przez Siły Obronne Izraela, a w 1953 roku przekształcono go w zakład karny.
W nocy 1 sierpnia 1958 roku w więzieniu doszło do poważnego buntu, podczas którego zbiegło 66 skazanych. Uciekinierzy zabili 2 strażników i 11 osadzonych. Zdarzenie to wstrząsnęło izraelskim systemem penitencjarnym, doprowadzając do jego reorganizacji. W maju 2006 roku w więzieniu doszło do bijatyki między osadzonymi zwolennikami palestyńskich ugrupowań polityczno-terrorystycznych al-Fatah i Palestyński Islamski Dżihad.
W 2006 roku publiczny obrońca praw człowieka ostro skrytykował warunki panujące w zakładzie karnym. Poinformował między innymi o przypadkach bicia osadzonych, poniżaniu i zmuszaniu skazanych do spania na podłodze. Wyszczególniono także liczne problemy sanitarne.

## Charakterystyka
Jest to zamknięty zakład karny przeznaczony dla recydywistów i przestępców skazanych za popełnienie najpoważniejszych przestępstw. Osadzeni, z wysokim współczynnikiem morderców, odbywają długie wyroki. Zakład posiada najwyższy poziom bezpieczeństwa i wysoką klauzulę tajności.
W zakładzie karnym funkcjonuje szkoła, która umożliwia osadzonym ukończenie podstawowej edukacji oraz zdobycie zawodu. Istnieje możliwość pracy w warsztatach stolarskich, obuwniczych i metalowych. Oddział szpitalny prowadzi terapię osób uzależnionych od alkoholu i narkotyków. W każdym skrzydle więziennym znajduje się synagoga. Prowadzone są modlitwy, wykłady i zajęcie terapeutyczne, mające na celu resocjalizację osadzonych.
Personel zakładu karnego wynosi około 260 pracowników.

## Transport
W bezpośrednim sąsiedztwie zakładu karnego przebiega droga nr 71, którą jadąc na zachód dojeżdża się do miasta Afula, lub na wschód do miasta Bet Sze’an.